# Dreifaltigkeitskirche (Klášterec nad Ohří)

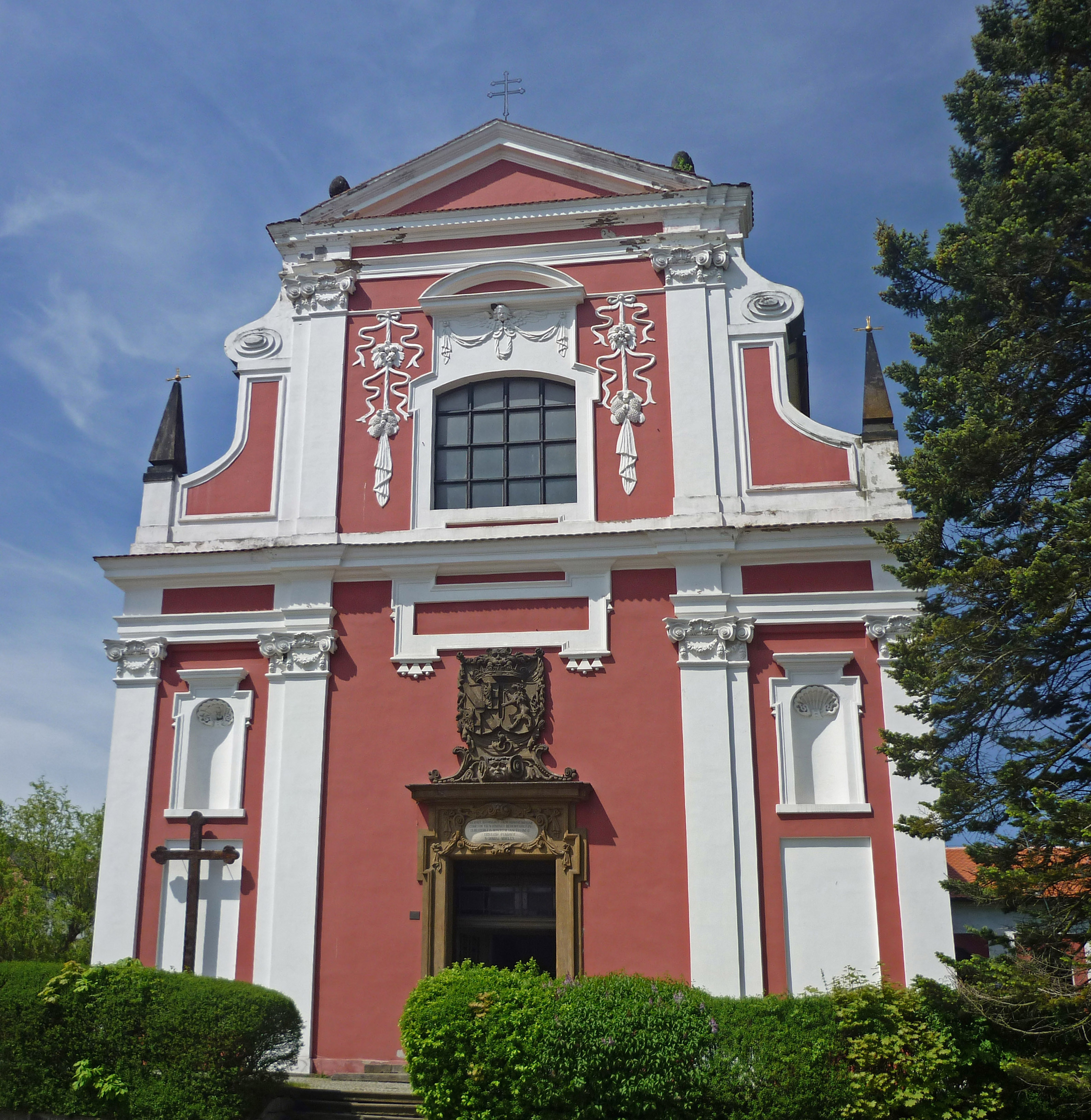
Ansicht der Dreifaltigkeitskirche von der Straße

Die Dreifaltigkeitskirche (tschech. Kostel Nejsvětější Trojice) ist die Pfarrkirche im historischen Zentrum von Klášterec nad Ohří. Die einschiffige frühbarocke Kirche wurde 1670 geweiht und steht unter Denkmalschutz.

## Architektur und Baugeschichte

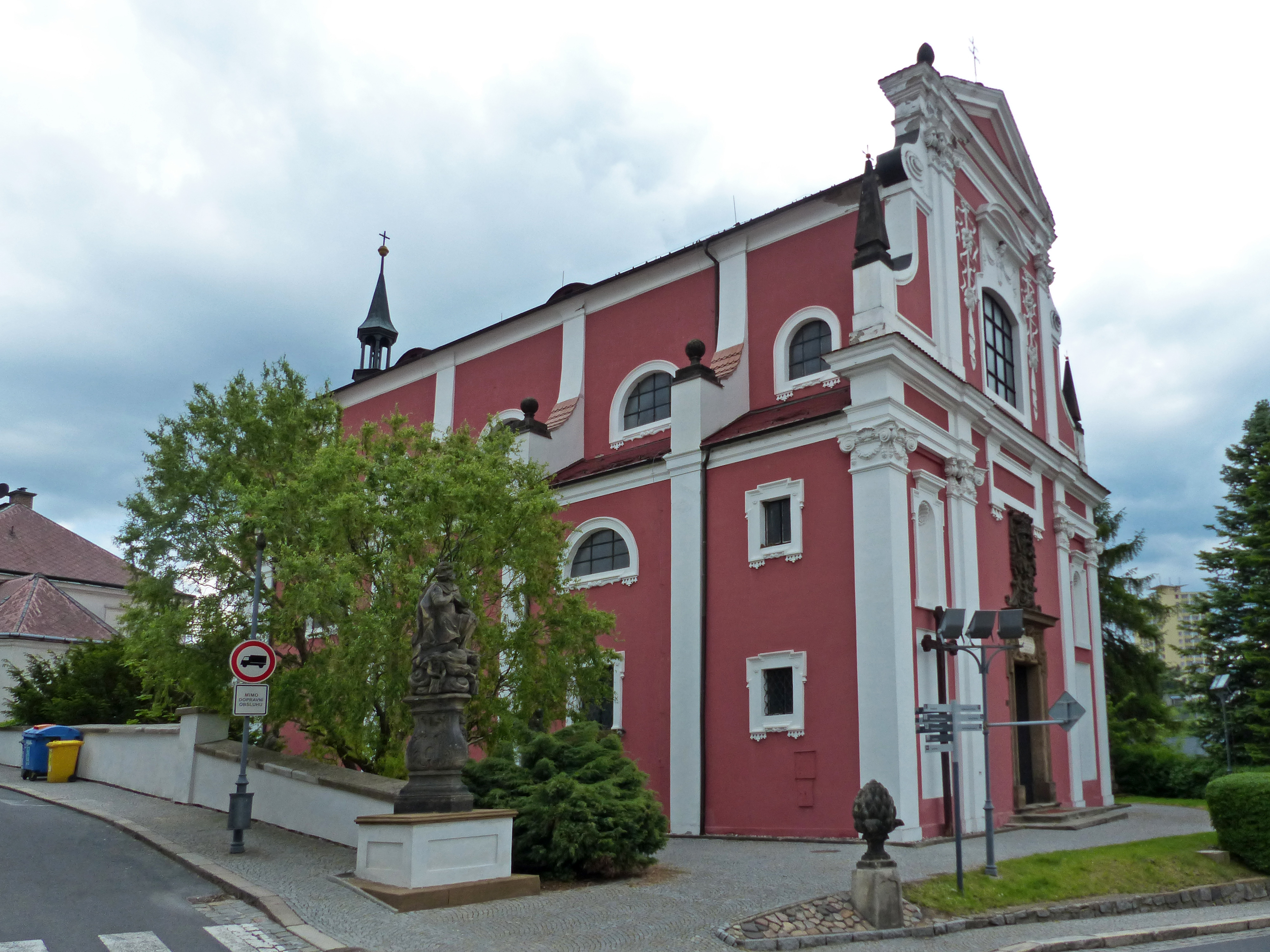
Seitenansicht der Kirche

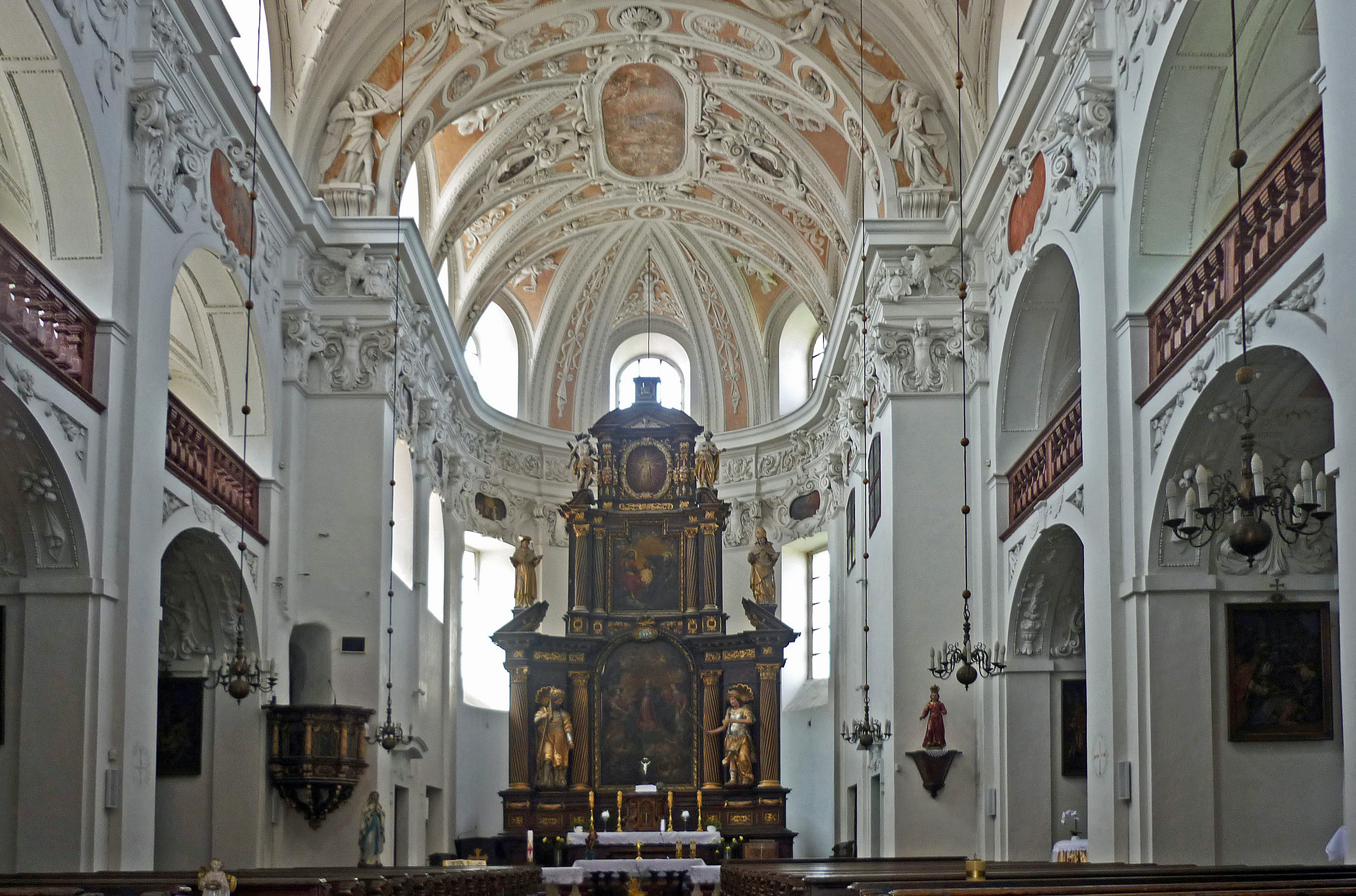
Innenraum der Dreifaltigkeitskirche

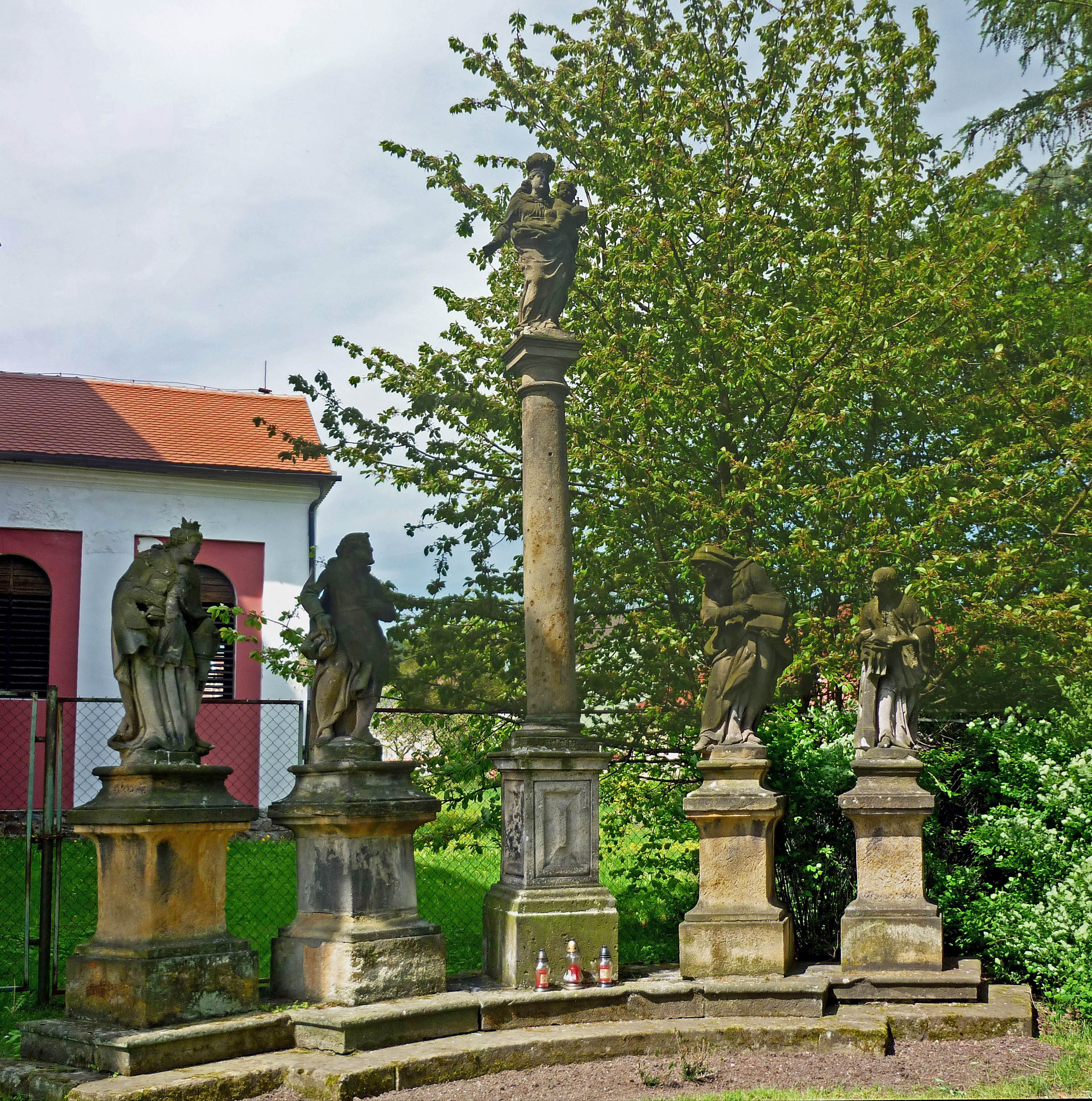
Skulpturengruppe mit Mariensäule und vier Heiligen-Statuen

Die Kirche wurde in den Jahren 1665–1670 unter der Herrschaft von Michael Oswald von Thun-Hohenstein (1631–1694) nach Plänen von Carlo Lurago von Rossi de Luca erbaut.
Sie wurde am 21. September 1670 von Bischof Wenzel von Thun und Hohenstein (1629–1673) geweiht.
Sie schließt an das Schlossgelände nur wenige Schritte vom Marktplatz mit dem Rathaus und historischen Bürgerhäusern an und bildet ein Ensemble mit der Sala terrena. Die Familie der Thun und Hohenstein, als Folge des Dreißigjährigen Krieges neue Besitzer im Ort, entwickelte eine rege Bautätigkeit und legte bei der Kirche ihre Familiengruft an, die besichtigt werden kann.
Die Kirche ist ein einschiffiger Frühbarockbau und besitzt ein mit Lünetten reich verziertes Tonnengewölbe und hat mehrere Stadtbrände überstanden, daher stammt die Einrichtung noch größtenteils aus der Zeit des Baus.
- Hauptaltar mit den Gemälden von Mariä Himmelfahrt und der hl. Dreifaltigkeit und den Statuen des hl. Wenzel (links unten), des hl. Michael (rechts unten), des hl. Franziskus Xaverius (in der Mitte links), des hl. Adalbert (in der Mitte rechts). des hl. Sebastian (links oben) und des hl. Rochus (rechts oben)
- Seitenaltäre
  - Altar des hl. Josef
  - Altar des hl. Johannes des Täufers, jetzt Herz-Jesu-Altar
  - Altar Mariä Verkündigung mit der Statue der hl. Barbara
  - Altar des hl. Johannes von Nepomuk
- Oratorium für die Patronatsfamilie (links vom Altar)

Kirchenrenovierungen erfolgten in den Jahren 1884, 1935 und 2003 mit erneuter Weihe durch den Leitmeritzer Bischof Josef Koukl (1926–2010).
In der Thunschen Grabkapelle ist die Familiengruft Thun-Hohenstein untergebracht, seit 1861 ist diese vom Kirchenraum getrennt und separat zugänglich.
Am Hauptportal der Kirche ist das Allianzwappen des Michael Oswald von Thun-Hohenstein und seiner Ehefrau Elisabeth, geb. Gräfin von Lodron († 1688) angebracht.

## Skulpturen an der Kirche
Rund um das Kirchengebäude wurden verschiedene Skulpturen aufgestellt:
- Mariensäule aus Preßnitz (Přísečnice) unterhalb der Kirche (1699)
- Skulpturengruppe Mariensäule aus Brunnersdorf (Prunéřov) mit vier Heiligen-Statuen rechts von der Kirche
- Statue des hl. Antonius von Padua links von der Kirche
- Statue des hl. Johannes von Nepomuk links von der Kirche, hierher versetzt aus dem abgesiedelten Ort Niklasdorf (Mikulovice westlich von Klösterle)[3]
- Säule mit der hl. Dreifaltigkeit aus Niklasdorf bei Klösterle (Mikulovice) vor der Thunschen Grabkapelle
- Statue des hl. Florian von Johann Adam Dietz an der Straße